# Vincenzo Scibilia
Vincenzo Scibilia (ur. 15 września 1987) – włoski zapaśnik walczący w stylu klasycznym. Zajął dziewiąte miejsce na mistrzostwach Europy w 2010. Wicemistrz śródziemnomorski w 2011. Mistrz Włoch w 2006 roku.